# Sainte-Colombe-la-Commanderie
Sainte-Colombe-la-Commanderie är en kommun i departementet Eure i regionen Normandie i norra Frankrike. Kommunen ligger i kantonen Évreux-Nord som tillhör arrondissementet Évreux. År 2022 hade Sainte-Colombe-la-Commanderie 854 invånare.

## Befolkningsutveckling
Antalet invånare i kommunen Sainte-Colombe-la-Commanderie
Referens:INSEE